# Exogone multisetosa
Exogone multisetosa är en ringmaskart som beskrevs av Friedrich 1956. Exogone multisetosa ingår i släktet Exogone och familjen Syllidae. Inga underarter finns listade i Catalogue of Life.